# Grób Nieznanego Żołnierza w Moskwie
Grób Nieznanego Żołnierza w Moskwie (ros. Могила Неизвестного Солдата) – istniejący od 1967 roku pomnik ku czci poległych żołnierzy Armii Czerwonej walczących w II wojnie światowej położony w Parku Aleksandrowskim w Moskwie pod murami Kremla. Inspiracją dla jego budowy był Grób Nieznanego Żołnierza w Warszawie.

## Opis

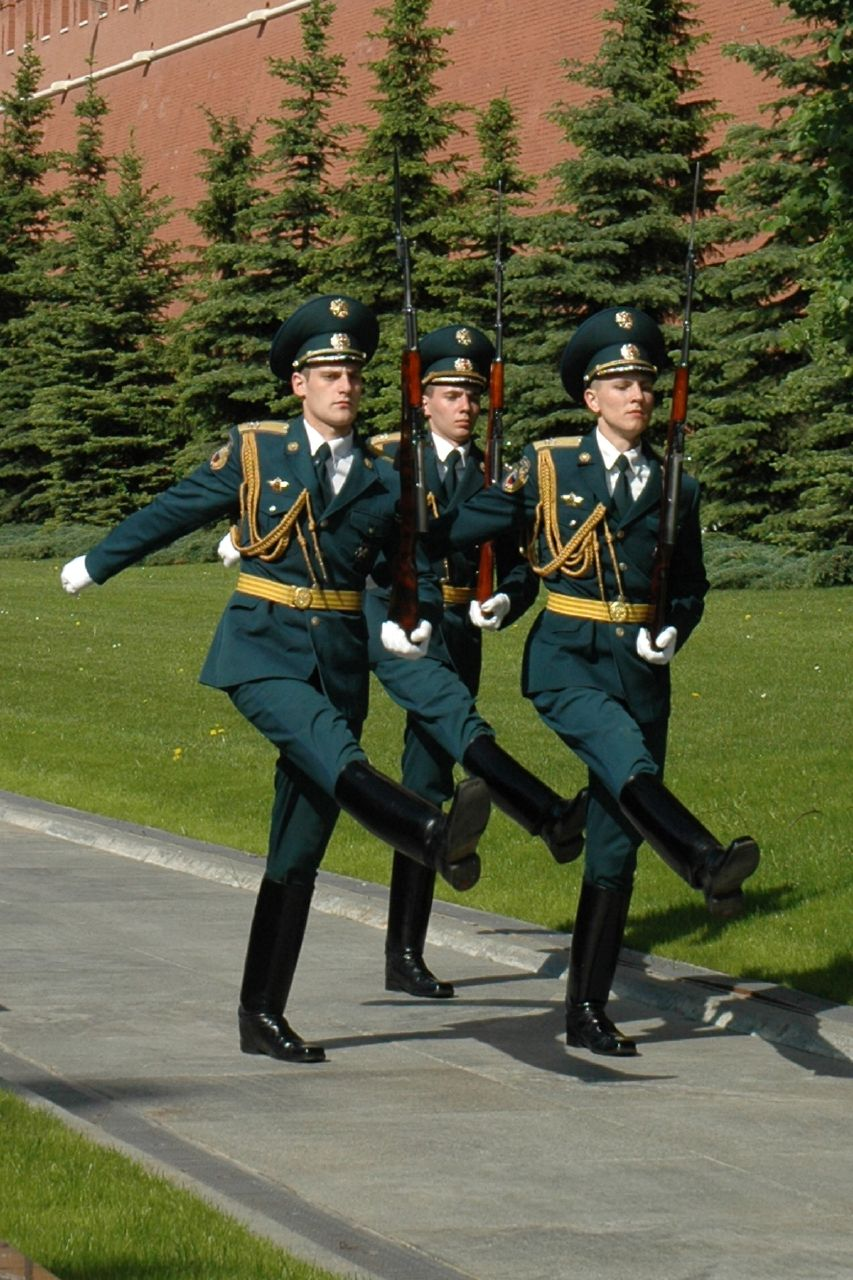
Żołnierze Pułku Kremlowskiego w czasie uroczystej zmiany warty przed Grobem Nieznanego Żołnierza w Moskwie (2008)

Po podjęciu decyzji o ustanowieniu Grobu Nieznanego Żołnierza w Moskwie w dniu 3 grudnia 1966 zorganizowano na placu Maneżowym uroczystość ekshumacji prochów żołnierzy poległych w walkach.
Prochy żołnierzy pochowanych w grobie trafiły do niego z mogiły pod Krukowem (ok. 40 km od stolicy Rosji) i należą do ofiar bitwy pod Moskwą w grudniu 1941 roku. Jego częścią są również urny zawierające ziemię z tych miast, które otrzymały tytuł Miasta Bohatera. Pomnik został odsłonięty w czasie uroczystości Dnia Zwycięstwa w maju 1967 roku.
Autorami projektu pomnika byli architekci D. Burdin, W. Klimow, J. Rabajew, wykonawcą rzeźby – N. Tomski. Monument ma formę platformy z kilku płyt czerwonego granitu z tablicą z brązu. W 1975 roku na tablicy pojawiły się również wyrzeźbione z tego samego materiału gałąź laurowa i hełm leżący na sztandarze. Przed nimi znajduje się tablica z rzeźbą pięciopromiennej gwiazdy i wiecznym ogniem. Napis na tablicy w języku rosyjskim brzmi Имя твоё неизвестно, подвиг твой бессмертен, czyli Twoje imię jest nieznane, twój czyn nieśmiertelny.
Wartę honorową przy Grobie Nieznanego Żołnierza pełnią żołnierze Pułku Kremlowskiego.